# Záhornice
Záhornice (j. č., tedy: ta Záhornice, do Záhornice, v Záhornici) je obec v okrese Nymburk ve Středočeském kraji, která se rozkládá v údolí na břehu Záhornického potoka. Leží přibližně devatenáct kilometrů severovýchodně od Nymburka a 4,5 kilometru severně od Městce Králové. Celková výměra pozemků je 1708 hektarů. Žije zde 420 obyvatel. Součástí obce je i vesnice Poušť.

## Historie
První písemná zmínka o obci pochází z roku 1225, kdy jí zmiňuje záznam o směnném obchodu krále Přemysla Otakara I. Další písemné záznamy o obci pocházejí až z poloviny 14. století, kdy obec patřila kartuziánům.
Ve vsi Záhornice (přísl. Poušť, 955 obyvatel, četnická stanice, katol. kostel) byly v roce 1932 evidovány tyto živnosti a obchody: holič, 2 hostince, hospodářské strojní družstvo, kolář, kovář, krejčí, malíř, společenstvo pro úpravu potoka, obuvník, pohřební ústav, 22 rolníků, řezník, 4 obchody se smíšeným zbožím, spořitelní a záložní spolek pro Záhornice, 2 trafiky, 2 truhláři, zámečník.

## Obyvatelstvo
| Rok            | 1869 | 1880 | 1890 | 1900 | 1910 | 1921 | 1930 | 1950 | 1961 | 1970 | 1980 | 1991 | 2001 | 2011 | 2021 |
| -------------- | ---- | ---- | ---- | ---- | ---- | ---- | ---- | ---- | ---- | ---- | ---- | ---- | ---- | ---- | ---- |
| Počet obyvatel | 910  | 966  | 934  | 926  | 931  | 955  | 852  | 602  | 508  | 443  | 399  | 355  | 337  | 421  | 397  |
| Počet domů     | 131  | 145  | 150  | 154  | 159  | 165  | 190  | 203  | 182  | 163  | 143  | 179  | 186  | 203  | 203  |

## Obecní správa

### Územněsprávní začlenění
Dějiny územněsprávního začleňování zahrnují období od roku 1850 do současnosti. V chronologickém přehledu je uvedena územně administrativní příslušnost obce v roce, kdy ke změně došlo:
- 1850 země česká, kraj Jičín, politický okres Poděbrady, soudní okres Městec Králové[7]
- 1855 země česká, kraj Jičín, soudní okres Městec Králové
- 1868 země česká, politický okres Poděbrady, soudní okres Městec Králové
- 1939 země česká, Oberlandrat Kolín, politický okres Poděbrady, soudní okres Městec Králové[8]
- 1942 země česká, Oberlandrat Hradec Králové, politický okres Nymburk, soudní okres Městec Králové[9]
- 1945 země česká, správní okres Poděbrady, soudní okres Městec Králové[10]
- 1949 Pražský kraj, okres Poděbrady[11]
- 1960 Středočeský kraj, okres Nymburk
- k 1. lednu 1980 Středočeský kraj, okres Nymburk, obec Chotěšice[12]
- k 24. listopadu 1990 Středočeský kraj, okres Nymburk[12]
- 2003 Středočeský kraj, okres Nymburk, obec s rozšířenou působností Poděbrady

### Části obce
- Záhornice
- Poušť

### Obecní symboly
Znak a vlajka byly obci uděleny rozhodnutím předsedy Poslanecké sněmovny Parlamentu České republiky dne 13. listopadu 2002.

## Doprava
Dopravní síť
- Pozemní komunikace – Do obce vedou silnice III. třídy.

- Železnice – Železniční trať ani stanice na území obce nejsou.

Veřejná doprava 2025
- Autobusová doprava – V obci má zastávku autobusová linka 463 v trase Městec Králové, nám. - Záhornice, U Tylů - Chotěšice - Rožďalovice, nám. - Košík - Seletice - Prodašice - Žerčice - Semčice - Dobrovice, aut. st. - Nepřevázka, křižovatka - Mladá Boleslav, Bezděčín - Mladá Boleslav, aut. st. a také linka 540 v trase Chotěšice, Nová Ves - Záhornice, U Tylů - Dymokury - Číněves, U Kovárny - Úmyslovice - Kouty - Pátek, náves - Poděbrady, žel. st.

## Pamětihodnosti
- Kostel svatého Matouše

## Fotografie

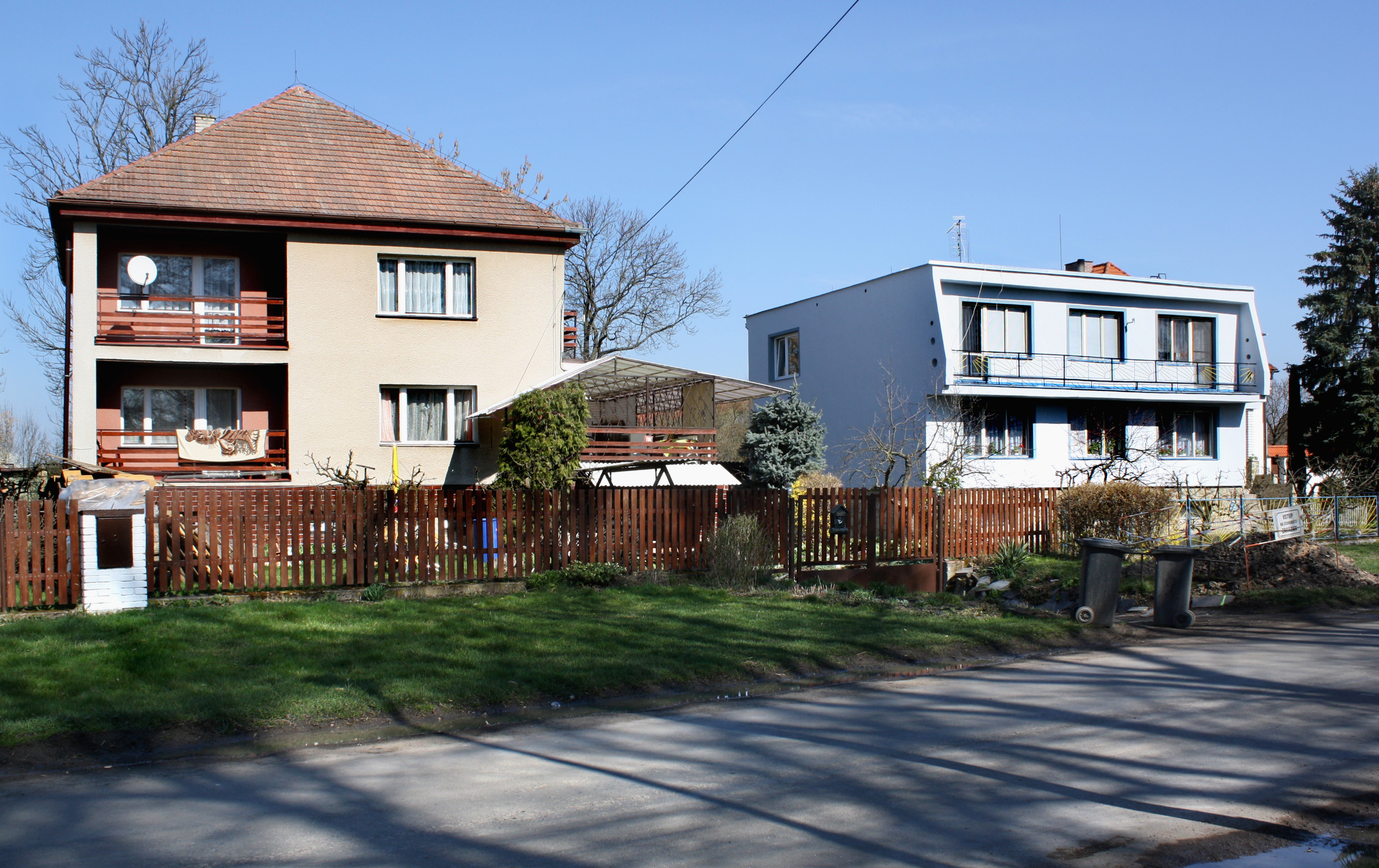
Vilky u ulice Hlavní
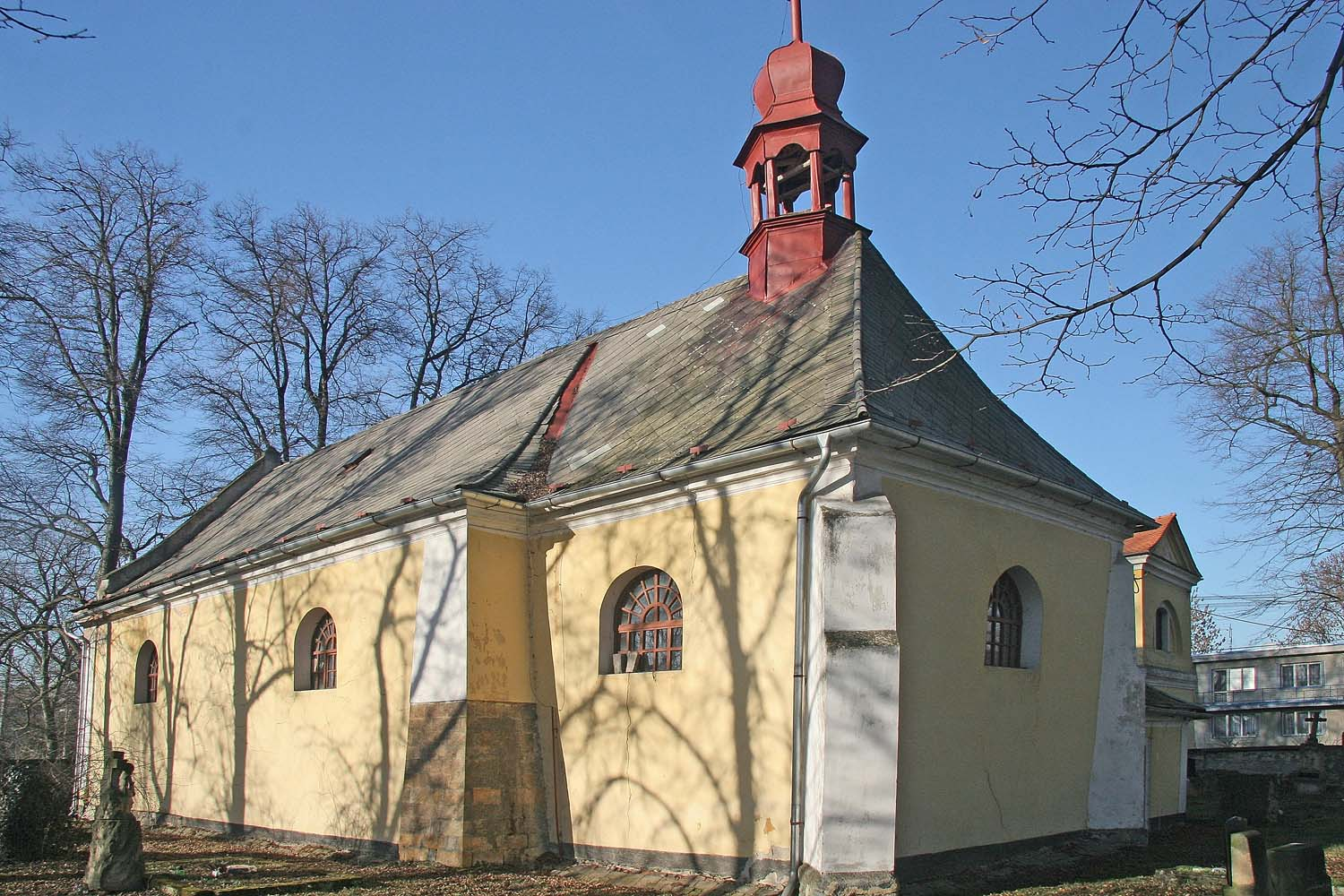
Kostel svatého Matouše
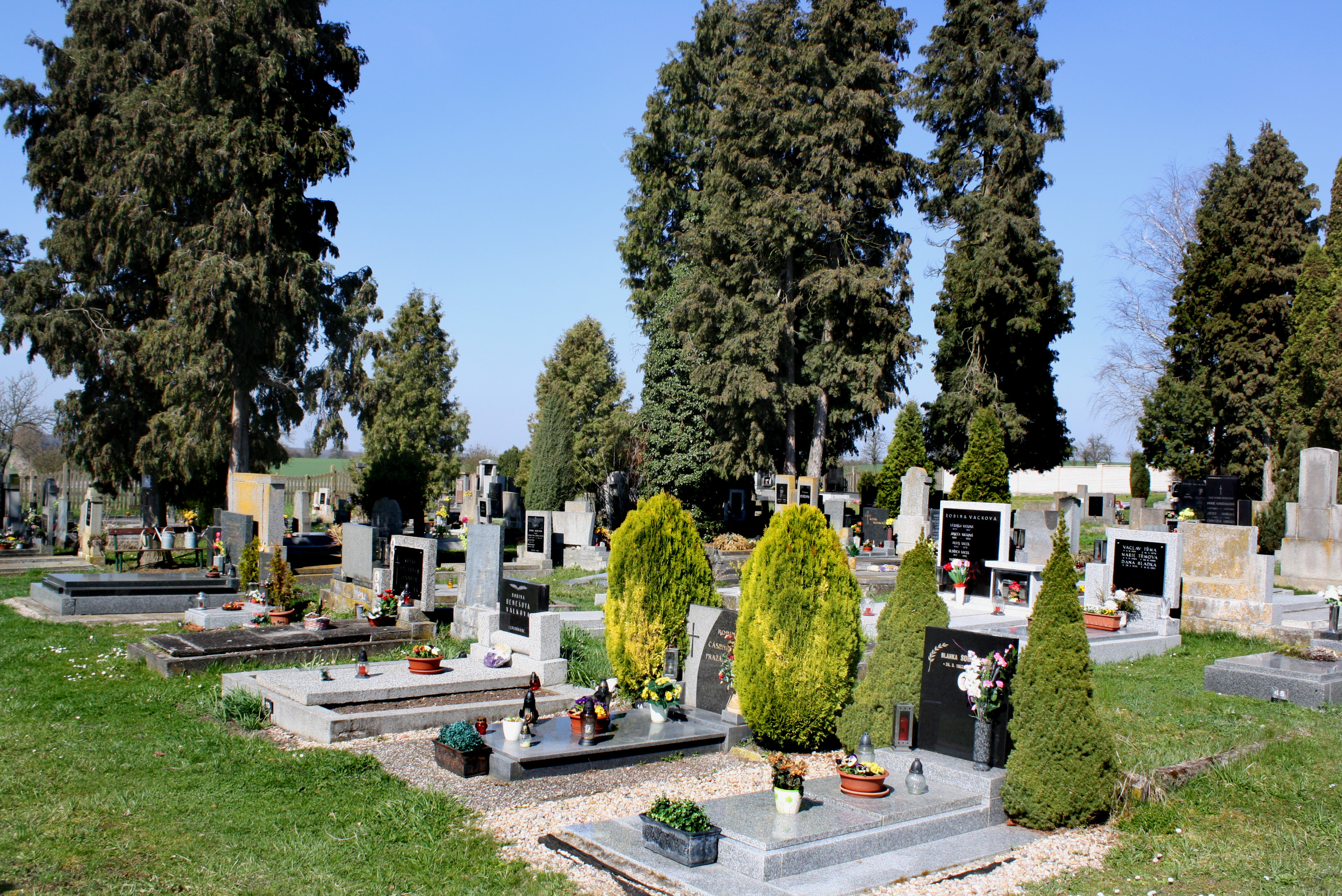
Záhornický hřbitov
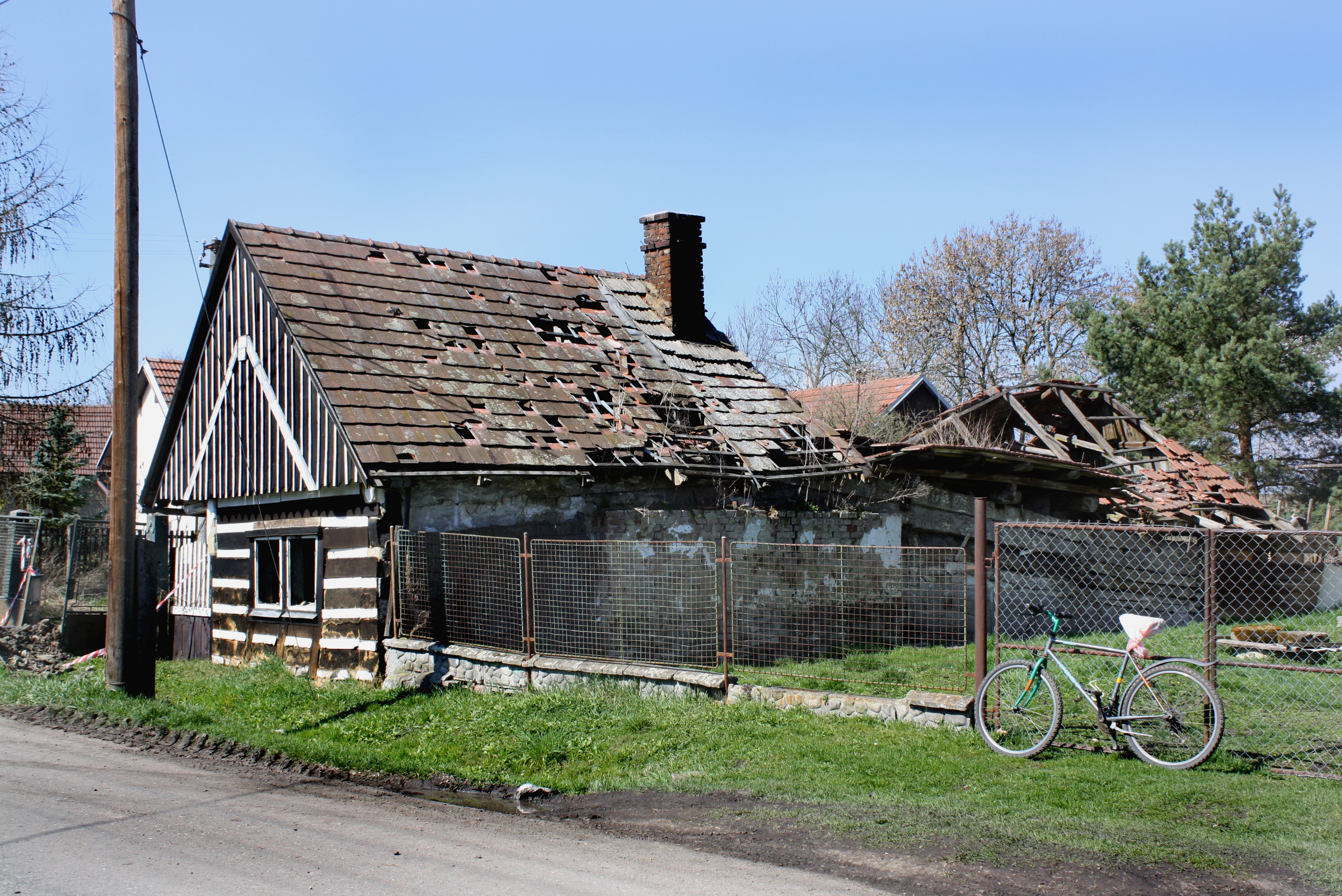
Rozpadající se roubenka na východě obce